# Блакитна стрічка (кінопремія)
«Блакитна стрічка» (яп. ブルーリボン賞, буру: рібон сьо:, англ. Blue Ribbon Awards) — японська кінопремія, яку присуджує спілка кіножурналістів і кінокритиків Токіо, що входять до Асоціації токійських кіножурналістів (яп. 東京映画記者会, то:кьо: ейга кісякай).

## Історія
Премію було засновано в 1950 році Асоціацією токійських кіножурналістів (яп. 東京映画記者会, Tōkyō Eiga Kishakai), до якої увійшли журналісти, що писали про кіно, семи токійських спортивних видань,  — відомих нині як Sports Hochi (раніше «Хоті Сімбун»), Daily Sports, Sankei Sports, Tōkyō Chūn'ichi Sports, Tōkyō Sports, Sports Nippon і Nikkan Sports, — а пізніше і низки інших видань.
У 1961 році шість провідних щоденних газет Японії («Йоміурі Сімбун», «Асахі Сімбун», «Майніті Сімбун», «Санкей Сімбун», «Токе Сімбун» і «Ніхон кейдзай сімбун»), а також інформаційне агентство Japanese Associated Press вирішили відкликати свою підтримку премії, заснувавши нову кінопремію Association of Japanese Film Journalists Awards (яп. 日本映画記者会賞, Nihon Eiga Kishakai Shō), яка, проте була вручена всього 6 разів. 1967 року премію «Блакитна стрічка» було скасовано на тлі серії політично-корупційних скандалів, відомих як «Чорний туман», проте у 1975 знову відновлено, після чого вона існує і в наш час.
Церемонія нагородження премією проводиться в різних місцях Токіо, успіхи фільмів і кінематографістів кожного року відзначаються нагородами в лютому наступного. Як правило, на лауреатів премії в категоріях «Найкращий актор» і «Найкраща акторка» покладається обов'язок ведення церемонії нагородження наступного року.
«Блакитна стрічка» є однією з найпрестижніших щорічних кінопремій Японії, разом з преміями «Кінема Дзюмпо» і «Майніті», а також «Премією Японської академії»; удостоєні нею стрічки досить часто високо відзначаються міжнародними фестивалями.

### Статистика премії
(згідно з офіційною статистикою в розділі «Рекорди» офіційного сайту премії)
Лауреати найбільшої кількості премій в цілому (6-разові лауреати)
- Тосіро Міфуне — як «Найкращий актор» (за 1951, 1961, 1965 роки), «Найкращий актор другого плану» (1987 рік), спеціальні призи церемоній премії за 1961 і 1966 роки.
- Кон Ітікава — як «Найкращий режисер» (за 1959, 1960, 1962 роки), «Найкращий сценарист» (за 1962 рік), премія за фільм про японську культуру (за 1965; фільм «Токійська Олімпіада 1964 року»), «Найкращий актор другого плану» (1987 рік), спецприз церемонії премії за 2008 рік.

Лауреати найбільшої кількості премій в одній і тій самій акторській категорії
- За головні ролі (по 3 премії) — Тосіро Міфуне, Каорі Момой[en], Хіроюкі Санада
- За ролі другого плану (по 2 премії) — Дайсуке Като[en], Кеко Кісіда, Міцуко Байшьо[ja], Куміко Акійосі[ja], Суміко Фудзі (вона ж раніше Дзюнко Фудзі), Теруюкі Каґава[ja]

Лауреати найбільшої кількості премій в одній і тій самій неакторській категорії
- У категорії «Найкращий фільм» — Тадасі Імаї (5 премій), Акіра Куросава (4 премії)
- У категорії «Найкращий режисер» — Тадасі Імаї (4 премії), Кон Ітікава (3 премії), Такесі Кітано (3 премії)
- У категорії «Найкращий сценарист» — Шінобу Хашімото (5 премій)

Фільм, який отримав найбільшу кількість премій
- Нагородження за 1951 рік — фільм «Раннє літо» режисера Ясудзіро Одзу — премії у 5 категоріях (найкращий режисер, найкращий актор другого плану, найкращі акторки першого і другого планів, найкращий оператор-постановник — Юхару Ацута)

## Категорії нагородження
Нагороду присуджують у таких регулярних категоріях:
- Найкращий фільм / 作品賞
- Найкращий іноземний фільм / 外国作品賞
- Найкращий режисер / 監督賞
- Найкращий актор / 主演男優賞
- Найкраща акторка / 主演女優賞
- Найкращий актор другого плану / 助演男優賞
- Найкраща акторка другого плану / 助演女優賞
- Найкращий дебютант / 新人賞

На лауреатів премій «Найкращому акторові» і «Найкращій акторці» покладається обов'язок ведення церемонії нагородження наступного року.
У різні роки історії премії запроваджувалися і скасовувалися й інші категорії, включаючи найкращого сценариста, оператора, іноземного фільму тощо, у певних випадках використовувалися «спеціальні премії», які, як і в багатьох інших відомих сімействах премій, найчастіше давалися за сукупність життєвих досягнень кінематографіста, у тому числі посмертно.
У 1953—1966 роках, до тимчасового скасування «Блакитної стрічки», виділяли також премію «найпопулярнішому акторові» (яп. 大衆賞, Taishū-shō, букв. премія народу/мас, англ. Most popular artist award), яку присуджували відомим акторам, стабільно популярним у фільмах низки років. У різні роки її лауреатами були:
- 1953 — Кадзуо Хасеґава
- 1955 — Тіедзо Катаока
- 1956 — Утаемон Ітікава
- 1957 — Куніо Ватанабе
- 1958 — Накамура Кінносуке I
- 1959 — Рюносуке Цукіґата
- 1960 — Кейдзю Кобаяші
- 1961 — Хібарі Місора
- 1962 — Дзюндзабуро Бан
- 1963 — Шінтаро Кацу
- 1964 — Саюрі Йошінаґа
- 1965 — Хітоші Уекі
- 1966 — Юдзо Каяма

## Лауреати регулярних категорій за роками

### 1951-1960
1-11 церемонії нагородження
| Категорія                                 | Лауреат(и)                                                  | Фільм(и)                                                                                                |
| ----------------------------------------- | ----------------------------------------------------------- | --- |
| 1-я церемонія нагородження (за 1950 рік)  |                                                             | |
| Найкращий фільм                           | «До зустрічі»                                               | «До зустрічі»                                                                                           |
| Найкращий режисер                         | Тадасі Імаї                                                 | «До зустрічі»                                                                                           |
| Найкращий актор                           | Со Ямамура                                                  | «Сестри Мунеката»                                                                                       |
| Найкраща акторка                          | Хікаґе Авашіма                                              | «Переполох»                                                                                             |
| Найкращий дебютант                        | Шін Сабурі (режисер)                                        | «Жіноче і чоловіче»                                                                                     |
| 2-я церемонія нагородження (за 1951 рік)  |                                                             | |
| Найкращий фільм                           | «Трапеза», реж. Мікіо Нарусе                                | «Трапеза», реж. Мікіо Нарусе                                                                            |
| Найкращий іноземний фільм                 | «Бульвар Сансет» реж. Біллі Вайлдер,                        | «Бульвар Сансет» реж. Біллі Вайлдер,                                                                    |
| Найкращий режисер                         | Ясудзіро Одзу                                               | «Раннє літо»                                                                                            |
| Найкращий актор                           | Тосіро Міфуне                                               | «Життя торговця кіньми» «Хто зрозуміє серце жінки?»                                                     |
| Найкраща акторка                          | Сецуко Хара                                                 | «Раннє літо» «Трапеза»                                                                                  |
| Найкращий актор другого плану             | Чішу Рю                                                     | «Милий дім» «Раннє літо» «Краса життя»                                                                  |
| Найкраща акторка другого плану            | Харуко Суґімура                                             | «Раннє літо» «Трапеза» «Краса життя»                                                                    |
| Найкращий дебютант                        | Рентаро Мікуні                                              | «Добра фея»                                                                                             |
| 3-я церемонія нагородження (за 1952 рік)  |                                                             | |
| Найкращий фільм                           | «Блискавка», реж. Мікіо Нарусе                              | «Блискавка», реж. Мікіо Нарусе                                                                          |
| Найкращий іноземний фільм                 | «Мосьє Верду», реж. Чарлі Чаплін,                           | «Мосьє Верду», реж. Чарлі Чаплін,                                                                       |
| Найкращий режисер                         | Мікіо Нарусе                                                | «Блискавка» «Мати»                                                                                      |
| Найкращий актор                           | премію в категорії не присуджували                          | премію в категорії не присуджували                                                                      |
| Найкраща акторка                          | Ісудзу Ямада                                                | «Сучасники» «Буря в горах Хаконе»                                                                       |
| Найкращий актор другого плану             | Дайсуке Като                                                | «Аракі Матаемон: Дуель на перехресті біля лавки ключів» «Мати»                                          |
| Найкраща акторка другого плану            |                                                             | «Квітучий пагорб» «Блискавка»                                                                           |
| 4-я церемонія нагородження (за 1953 рік)  |                                                             | |
| Найкращий фільм                           | «Каламутний потік», реж. Тадасі Імаї                        | «Каламутний потік», реж. Тадасі Імаї                                                                    |
| Найкращий іноземний фільм                 | «Заборонені ігри», реж. Рене Клеман,                        | «Заборонені ігри», реж. Рене Клеман,                                                                    |
| Найкращий режисер                         | Тадасі Імаї                                                 | «Башта Хімеюрі»                                                                                         |
| Найкращий актор                           | премію в категорії не присуджували                          | премію в категорії не присуджували                                                                      |
| Найкраща акторка                          | Нобуко Отова                                                | «Мініатюра» «Жага» «Життя жінки»                                                                        |
| Найкращий актор другого плану             | Ейтаро Шіндо                                                | «Життя жінки» «Гейша»                                                                                   |
| Найкраща акторка другого плану            | Тіеко Наніва                                                | «Гейша»                                                                                                 |
| Найкращий дебютант                        | Йошітаро Номура (режисер)                                   | «Другий син» «Молодший брат і старший брат» «Курама Тенґу і синьолиций якша» «Кімпіру-сенсей і дівчина» |
| 5-я церемонія нагородження (за 1954 рік)  |                                                             | |
| Найкращий фільм                           | «Дванадцять пар очей», реж. Кейсуке Кіношіта                | «Дванадцять пар очей», реж. Кейсуке Кіношіта                                                            |
| Найкращий іноземний фільм                 | «Плата за страх», реж. Анрі-Жорж Клузо,                     | «Плата за страх», реж. Анрі-Жорж Клузо,                                                                 |
| Найкращий режисер                         | Кендзі Мідзоґуті                                            | «Повість Тікамацу»                                                                                      |
| Найкращий актор                           | премію в категорії не присуджували                          | премію в категорії не присуджували                                                                      |
| Найкраща акторка                          | Хідеко Такаміне                                             | «Дванадцять пар очей» «Сад для жінки» «Десь під безкрайнім небом»                                       |
| Найкращий актор другого плану             | Ейдзіро Тоно                                                | «Чорний приплив» «Медалі»                                                                               |
| Найкраща акторка другого плану            | Юко Мотідзукі                                               | «Пізня хризантема»                                                                                      |
| Найкращий дебютант                        | Со Ямамура (як режисер)                                     | «Чорний приплив»                                                                                        |
| 6-я церемонія нагородження (за 1955 рік)  |                                                             | |
| Найкращий фільм                           | «Хмари, що пливуть», реж. Мікіо Нарусе                      | «Хмари, що пливуть», реж. Мікіо Нарусе                                                                  |
| Найкращий іноземний фільм                 | «На схід від раю», реж. Еліа Казан,                         | «На схід від раю», реж. Еліа Казан,                                                                     |
| Найкращий режисер                         | Шіро Тойода                                                 | «Шлюбні узи»                                                                                            |
| Найкращий актор                           | Хісая Морішіґе                                              | «Шлюбні узи»                                                                                            |
| Найкраща акторка                          | Чікаґе Авашіма                                              | «Шлюбні узи»                                                                                            |
| Найкращий актор другого плану             | Дайсуке Като                                                | «Кривавий спис на горі Фудзі» «Тут є джерело»                                                           |
| Найкраща акторка другого плану            | Ісудзу Ямада                                                | «Однолітки» «Гра у війну»                                                                               |
| Найкращий дебютант                        | Цунео Кобаяші (режисер)                                     | «Мертва красуня в останньому трамваї» «Бандитський квартал»                                             |
| 7-я церемонія нагородження (за 1956 рік)  |                                                             | |
| Найкращий фільм                           | «Морок серед дня», реж. Тадасі Імаї                         | «Морок серед дня», реж. Тадасі Імаї                                                                     |
| Найкращий іноземний фільм                 | «Жервеза», реж. Рене Клеман,                                | «Жервеза», реж. Рене Клеман,                                                                            |
| Найкращий режисер                         | Тадасі Імаї                                                 | «Морок серед дня»                                                                                       |
| Найкращий актор                           | Кейдзі Сада                                                 | «Я куплю вас» «Тайфун»                                                                                  |
| Найкраща акторка                          | Ісудзу Ямада                                                | «Мати і син» «Сьодзо, кіт і дві жінки» «За течією»                                                      |
| Найкращий актор другого плану             | Дзюн Татара                                                 | «Цурухаті і Цурудзіро» «Я куплю вас» «Тайфун»                                                           |
| Найкраща акторка другого плану            | Йошіко Куґа                                                 | «Прощання з мрією» «Жінки у в'язниці» «Рожевий захід»                                                   |
| Найкращий дебютант                        | Йошіро Кавадзу (режисер)                                    | «Дитячі очі» «Сльози»                                                                                   |
| 8-я церемонія нагородження (за 1957 рік)  |                                                             | |
| Найкращий фільм                           | «Люди рису», реж. Тадасі Імаї                               | «Люди рису», реж. Тадасі Імаї                                                                           |
| Найкращий іноземний фільм                 | «Дорога», реж. Федеріко Фелліні,                            | «Дорога», реж. Федеріко Фелліні,                                                                        |
| Найкращий режисер                         | Тадасі Імаї                                                 | «Люди рису» «Повість про чисте кохання»                                                                 |
| Найкращий актор                           | Френкі Сакаі                                                | «Сонце останніх днів сьоґуната» «Ми просимо удачі»                                                      |
| Найкраща акторка                          | Юко Мотідзукі                                               | «Люди рису» «Упіймати вугра»                                                                            |
| Найкращий актор другого плану             | Кодзі Міцуі                                                 | «Селище божевільних» «На дні»                                                                           |
| Найкраща акторка другого плану            | Кейко Авадзі                                                | «Гейша у Старому Місті» «Сітаматі»                                                                      |
| Найкращий дебютант                        | Юдзіро Ішіхара                                              | «Переможець»                                                                                            |
| 9-я церемонія нагородження (за 1958 рік)  |                                                             | |
| Найкращий фільм                           | «Троє негідників у прихованій фортеці», реж. Акіра Куросава | «Троє негідників у прихованій фортеці», реж. Акіра Куросава                                             |
| Найкращий іноземний фільм                 | «Старий і море», реж. Джон Стерджес,                        | «Старий і море», реж. Джон Стерджес,                                                                    |
| Найкращий режисер                         | Томотака Тадзака                                            | «Стежина на сонячному схилі»                                                                            |
| Найкращий актор                           | Ітікава Райдзо VIII                                         | «Полум'я» «Бентен Кодзо»                                                                                |
| Найкраща акторка                          | Фудзіко Ямамото                                             | «Біла чапля» «Квіти свята Хіґан»                                                                        |
| Найкращий актор другого плану             | Накамура Ґандзіро II                                        | «Полум'я» «Перисто-купчасті хмари»/«Літні хмари»                                                        |
| Найкраща акторка другого плану            | Місако Ватанабе                                             | «Нескінченне бажання»                                                                                   |
| Найкращий дебютант                        | Сьохей Імамура (режисер)                                    | «Вкрадене бажання» «Нескінченне бажання»                                                                |
| 10-я церемонія нагородження (за 1959 рік) |                                                             | |
| Найкращий фільм                           | «Кіку і Ісаму», реж. Тадасі Імаї                            | «Кіку і Ісаму», реж. Тадасі Імаї                                                                        |
| Найкращий іноземний фільм                 | «12 розгніваних чоловіків», реж. Сідні Люмет,               | «12 розгніваних чоловіків», реж. Сідні Люмет,                                                           |
| Найкращий режисер                         | Кон Ітікава                                                 | «Ключ» «Польові вогні»                                                                                  |
| Найкращий актор                           | Хіроюкі Нагато                                              | «Мій другий брат»                                                                                       |
| Найкраща акторка                          | Таніе Кітабаяші                                             | «Кіку і Ісаму»                                                                                          |
| Найкращий актор другого плану             | Шоічі Одзава                                                | «Мій другий брат»                                                                                       |
| Найкраща акторка другого плану            | Мічіо Аратама (яп. 新珠三千代)                              | серія фільмів "Доля людська" «Хочу стати устрицею»                                                      |
| 11-я церемонія нагородження (за 1960 рік) |                                                             | |
| Найкращий фільм                           | «Молодший брат», реж. Кон Ітікава                           | «Молодший брат», реж. Кон Ітікава                                                                       |
| Найкращий іноземний фільм                 | «На березі»/«Кінець світу», реж. Стенлі Крамер,             | «На березі»/«Кінець світу», реж. Стенлі Крамер,                                                         |
| Найкращий режисер                         | Кон Ітікава                                                 | «Молодший брат»                                                                                         |
| Найкращий актор                           | Рентаро Мікуні                                              | «Велика подорож»                                                                                        |
| Найкраща акторка                          | Кейко Кіші                                                  | «Молодший брат»                                                                                         |
| Найкращий актор другого плану             | Масао Ода                                                   | «Річка Сумної Флейти» «Присмеркова повість»                                                             |
| Найкраща акторка другого плану            | Тамао Накамура                                              | «Низина» «Перевал Великого Будди»                                                                       |
| Найкращий дебютант                        | Наґіса Ошіма (режисер)                                      | «Історія жорстокої юності»                                                                              |

### 1961-1970
12-17 церемонії нагородження
| Категорія                                 | Лауреат(и)                                   | Фільм(и)                                                                 |
| ----------------------------------------- | -------------------------------------------- | ------------------------------------------------------------------------ |
| 12-я церемонія нагородження (за 1961 рік) |                                              |                                                                          |
| Найкращий фільм                           | «Свині і броненосці», реж. Сьохей Імамура    | «Свині і броненосці», реж. Сьохей Імамура                                |
| Найкращий іноземний фільм                 | «Чочара», реж. Вітторіо де Сіка,             | «Чочара», реж. Вітторіо де Сіка,                                         |
| Найкращий режисер                         | Дайске Іто                                   | «Змовник»                                                                |
| Найкращий актор                           | Тосіро Міфуне                                | «Охоронець» «Анімас Трухано»,                                            |
| Найкраща акторка                          | Аяко Вакао                                   | «Жінка народжується двічі» «Дружина зізнається» «Шлюбний вік»            |
| Найкращий актор другого плану             | Со Ямамура                                   | «Ось і вогні порту» «Гирло»                                              |
| Найкраща акторка другого плану            | Хідзуру Такатіхо                             | «Розпусна самиця» «Нульовий фокус»                                       |
| Найкращий дебютант                        | Шіма Івашіта                                 | «Подорож нашої любові» «Моє обличчя палає в променях сонця, що заходить» |
| 13-я церемонія нагородження (за 1962 рік) |                                              |                                                                          |
| Найкращий фільм                           | «Місто вагранок», реж. Кіріо Ураяма          | «Місто вагранок», реж. Кіріо Ураяма                                      |
| Найкращий іноземний фільм                 | «Грона гніву», реж. Джон Форд,               | «Грона гніву», реж. Джон Форд,                                           |
| Найкращий режисер                         | Кон Ітікава                                  | «Мені два роки» «Порушений заповіт»                                      |
| Найкращий актор                           | Тацуя Накадай                                | «Харакірі»                                                               |
| Найкраща акторка                          | Саюрі Йошінаґа                               | «Місто вагранок»                                                         |
| Найкращий актор другого плану             | Юносуке Іто                                  | «Ніндзя»                                                                 |
| Найкраща акторка другого плану            | Кьоко Кішіда                                 | «Порушений заповіт» «Смак сайри»                                         |
| Найкращий дебютант                        | Кіріо Ураяма (режисер)                       | «Місто вагранок»                                                         |
| 14-я церемонія нагородження (за 1963 рік) |                                              |                                                                          |
| Найкращий фільм                           | «Жінка-комаха», реж. Сьохей Імамура          | «Жінка-комаха», реж. Сьохей Імамура                                      |
| Найкращий іноземний фільм                 | «Неділі у Віль-д'Евре», реж. Серж Бургіньон, | «Неділі у Віль-д'Евре», реж. Серж Бургіньон,                             |
| Найкращий режисер                         | Сьохей Імамура                               | «Жінка-комаха»                                                           |
| Найкращий актор                           | Йородзуя Кінносуке                           | «Повість про жорстокість бусідо»                                         |
| Найкраща акторка                          | Сачіко Хідарі                                | «Жінка-комаха» «Вона і він»                                              |
| Найкращий актор другого плану             | Чоічіро Каварасакі                           | «Gobanchō yūgirirō»                                                      |
| Найкраща акторка другого плану            | Йоко Мінаміда                                | «Keirin shōnin gyōjyōki» «Донька самурая»                                |
| Найкращий дебютант                        | Юн'я Сато (режисер)                          | «Rikugun zangyaku monogatari»                                            |
| 15-я церемонія нагородження (за 1964 рік) |                                              |                                                                          |
| Найкращий фільм                           | «Жінка в пісках», реж. Хіроші Тешіґахара     | «Жінка в пісках», реж. Хіроші Тешіґахара                                 |
| Найкращий іноземний фільм                 | «Польові лілії», реж. Ральф Нельсон,         | «Польові лілії», реж. Ральф Нельсон,                                     |
| Найкращий режисер                         | Хіроші Тешіґахара                            | «Жінка в пісках»                                                         |
| Найкращий актор                           | Кейю Кобаяші                                 | «Ware hitotsubu no mugi naredo»                                          |
| Найкраща акторка                          | Шіма Івашіта                                 | «Камелія з п'ятьма пелюстками»/«Червона камелія»                         |
| Найкращий актор другого плану             | Ко Нішімура                                  | «Червоне жадання вбивства»                                               |
| Найкраща акторка другого плану            | Юцуко Йошімура                               | «Жінка-демон»                                                            |
| Найкращий дебютант                        | Мідорі Мако                                  | «Дві суки»                                                               |
| 16-я церемонія нагородження (за 1965 рік) |                                              |                                                                          |
| Найкращий фільм                           | «Червона борода», реж. Акіра Куросава        | «Червона борода», реж. Акіра Куросава                                    |
| Найкращий іноземний фільм                 | «Мері Поппінс», реж. Роберт Стівенсон,       | «Мері Поппінс», реж. Роберт Стівенсон,                                   |
| Найкращий режисер                         | Сацуо Ямамото                                | «Історія грабіжників в Японії» «Місце свідка»                            |
| Найкращий актор                           | Тосіро Міфуне                                | «Червона борода»                                                         |
| Найкраща акторка                          | Аяко Вакао                                   | «Дружина Сейсаку» «Тінь хвилі»                                           |
| Найкращий актор другого плану             | Такахіро Тамура                              | «Солдат-якудза»                                                          |
| Найкраща акторка другого плану            | Терумі Нікі                                  | «Червона борода»                                                         |
| Найкращий дебютант                        | Кей Кумаі (режисер)                          | «Японський архіпелаг»                                                    |
| 17-я церемонія нагородження (за 1966 рік) |                                              |                                                                          |
| Найкращий фільм                           | «Велика біла вежа», реж. Сацуо Ямамото       | «Велика біла вежа», реж. Сацуо Ямамото                                   |
| Найкращий іноземний фільм                 | «Чоловік і жінка», реж. Клод Лелуш,          | «Чоловік і жінка», реж. Клод Лелуш,                                      |
| Найкращий режисер                         | Йодзі Ямада                                  | «Уникайте удачі»                                                         |
| Найкращий актор                           | Хадзіме Хана                                 | «Уникайте удачі»                                                         |
| Найкраща акторка                          | Йоко Цукаса                                  | «Кінокава»                                                               |
| Найкращий актор другого плану             | Кацуо Накамура                               | «Озерна цитра»                                                           |
| Найкраща акторка другого плану            | Нобуко Отова                                 | «Втрачена стать»                                                         |
| Найкращий дебютант                        | Тецуя Ватарі                                 | «Хроніка кохання і смерті» та ін.                                        |

### 1975—1980
18-23 церемонії нагородження
| Категорія                                 | Лауреат(и)                                            | Фільм(и)                                                 |
| ----------------------------------------- | ----------------------------------------------------- | -------------------------------------------------------- |
| 18-я церемонія нагородження (за 1975 рік) |                                                       |                                                          |
| Найкращий фільм                           | «Скам'янілість», реж. Масакі Кобаяші                  | «Скам'янілість», реж. Масакі Кобаяші                     |
| Найкращий іноземний фільм                 | «Ленні», реж. Боб Фосс,                               | «Ленні», реж. Боб Фосс,                                  |
| Найкращий режисер                         | Кінджі Фукасаку                                       | «Якудза: Кладовище честі» «Поліцейські проти бандитів»   |
| Найкращий актор                           | Бунта Суґавара                                        | «Полицейські проти бандитів» фільми серії «Truck Guys»   |
| Найкраща акторка                          | Руріко Асаока                                         | «Тора-сан 15»                                            |
| Найкращий актор другого плану             | Йошіо Харада                                          | «Приготування до свята» «Пастораль: помремо на природі»  |
| Найкраща акторка другого плану            | Чіеко Байшьо                                          | «Тора-сан 15»                                            |
| Найкращий дебютант                        | Томокадзу Міура                                       | «Танцівниця з Ідзу» та ін.                               |
| Найкращий дебютант                        | Шінобу Отаке                                          | «Ворота юності»                                          |
| 19-я церемонія нагородження (за 1976 рік) |                                                       |                                                          |
| Найкращий фільм                           | «Колискова Землі», реж. Ясудзо Масумура               | «Колискова Землі», реж. Ясудзо Масумура                  |
| Найкращий іноземний фільм                 | «Таксист», реж. Мартін Скорсезе,                      | «Таксист», реж. Мартін Скорсезе,                         |
| Найкращий режисер                         | Шіґеюкі Ямане                                         | «Прощавай, сяйво літа» «Permanent Blue: Manatsu no koi») |
| Найкращий актор                           | Тецуя Ватаре                                          | «Кладовище якудза: колір жасмину»)                       |
| Найкраща акторка                          | Куміко Акійоші                                        | «Прощавай, сяйво літа «Брат і сестра»                    |
| Найкращий актор другого плану             | Хідеджі Отакі                                         | «Безплідні землі» «Брат и сестра»                        |
| Найкраща акторка другого плану            | Міеко Такаміне                                        | «Клан Інуґамі»)                                          |
| Найкраща дебютантка                       | Міеко Харада                                          | «Колискова Землі» «Молодий вбивця» та ін.                |
| 20-я церемонія нагородження (за 1977 рік) |                                                       |                                                          |
| Найкращий фільм                           | «Жовта хустина щастя», реж. Йодзі Ямада               | «Жовта хустина щастя», реж. Йодзі Ямада                  |
| Найкращий іноземний фільм                 | «Роккі», реж. Джон Евілдсен,                          | «Роккі», реж. Джон Евілдсен,                             |
| Найкращий режисер                         | Йодзі Ямада                                           | «Жовта хустина щастя»                                    |
| Найкращий актор                           | Кен Такакура                                          | «Гори Хаккода» «Жовта хустина щастя»                     |
| Найкраща акторка                          | Шіма Івашіта                                          | «Балада про Орін»                                        |
| Найкращий актор другого плану             | Томісабуро Якаяма                                     | «Сансіро Суґата» «Диявольська лічилочка»                 |
| Найкраща акторка другого плану            | Каорі Момой                                           | «Жовта хустина щастя»                                    |
| Найкращий дебютант                        | режиссёр Нобухіко Обаяші                              | «Будинок»                                                |
| 21-я церемонія нагородження (за 1978 рік) |                                                       |                                                          |
| Найкращий фільм                           | «Третя база», реж. Йоічі Хігаші                       | «Третя база», реж. Йоічі Хігаші                          |
| Найкращий іноземний фільм                 | «Сімейний портрет в інтер'єрі», реж. Лукіно Вісконті, | «Сімейний портрет в інтер'єрі», реж. Лукіно Вісконті,    |
| Найкращий режисер                         | Йошітаро Номура                                       | «Демон» «Інцидент»                                       |
| Найкращий актор                           | Кен Огата                                             | «Демон»                                                  |
| Найкраща акторка                          | Мейко Каджі                                           | Самогубство закоханих у Сонедзакі                        |
| Найкращий актор другого плану             | Цунехіко Ватасе                                       | «Інцидент»                                               |
| Найкраща акторка другого плану            | Джюнко Міяшіта                                        | «Вибух динаміта» «Бандити проти самураїв»                |
| Найкращий дебютант                        | Тосіюкі Нагашіма                                      | «Третя база»                                             |
| 22-я церемонія нагородження (за 1979 рік) |                                                       |                                                          |
| Найкращий фільм                           | «Помста за мною», реж. Сьохей Імамура                 | «Помста за мною», реж. Сьохей Імамура                    |
| Найкращий іноземний фільм                 | «Мисливець на оленів», реж. Майкл Чіміно, /           | «Мисливець на оленів», реж. Майкл Чіміно, /              |
| Найкращий режисер                         | Сьохей Імамура                                        | «Помста за мною»                                         |
| Найкращий актор                           | Томісабуро Якаяма                                     | «Вбивство в стані афекту: Мій син!»                      |
| Найкраща акторка                          | Каорі Момой                                           | «Mo hozue wa tsukanai» «Неждана дитина» «Тора-сан 23»    |
| Найкращий актор другого плану             | Рентаро Мікуні                                        | «Помста за мною»                                         |
| Найкраща акторка другого плану            | Міцуко Байшьо                                         | «Помста за мною»                                         |
| Найкращий дебютант                        | Кенічі Канеда                                         | «Настання полудня»                                       |
| 23-я церемонія нагородження (за 1980 рік) |                                                       |                                                          |
| Найкращий фільм                           | «Тінь воїна», реж. Акіра Куросава                     | «Тінь воїна», реж. Акіра Куросава                        |
| Найкращий іноземний фільм                 | «Крамер проти Крамера», реж. Роберт Бентон,           | «Крамер проти Крамера», реж. Роберт Бентон,              |
| Найкращий режисер                         | Сейджюн Сузукі                                        | «Циганські наспіви»                                      |
| Найкращий актор                           | Тацуя Накадай                                         | «Тінь воїна» «Висота 203»/«Порт-Артур»                   |
| Найкраща акторка                          | Юкійо Тоаке                                           | «Тремтячий язик»                                         |
| Найкращий актор другого плану             | Тецуро Тамба                                          | «Висота 203»/«Порт-Артур»                                |
| Найкраща акторка другого плану            | Маріко Каґа                                           | «До заходу»                                              |
| Найкращий дебютант                        | Дайсуке Рю                                            | «Тінь воїна»                                             |

### 1981—1990
24-33 церемонії нагородження
| Категорія                                 | Лауреат(и)                                             | Фільм(и)                                                              |
| ----------------------------------------- | ------------------------------------------------------ | --------------------------------------------------------------------- |
| 24-я церемонія нагородження (за 1981 рік) |                                                        |                                                                       |
| Найкращий фільм                           | «Каламутна річка», реж. Кьохей Огурі                   | «Каламутна річка», реж. Кьохей Огурі                                  |
| Найкращий іноземний фільм                 | «Бляшаний барабан», реж. Фолькер Шльондорф,            | «Бляшаний барабан», реж. Фолькер Шльондорф,                           |
| Найкращий режисер                         | Кішітаро Негіші                                        | «Далекий грім» «Плоди божевілля»                                      |
| Найкращий актор                           | Тошіюкі Нагашіма                                       | «Далекий грім»                                                        |
| Найкраща акторка                          | Кейко Мацудзака                                        | «Ворота юності» «Тора-сан 27»                                         |
| Найкращий актор другого плану             | Масахіко Цугава                                        | «Манон»                                                               |
| Найкраща акторка другого плану            | Юко Танака                                             | «Картинки Хокусая» «Ну і чорт з ним!»                                 |
| Найкращий дебютант                        | Коіті Сато                                             | «Ворота юності» «Манон»                                               |
| 25-я церемонія нагородження (за 1982 рік) |                                                        |                                                                       |
| Найкращий фільм                           | «Офірний цап»/«Пропащий хлопець», реж. Кінджі Фукасаку | «Офірний цап»/«Пропащий хлопець», реж. Кінджі Фукасаку                |
| Найкращий іноземний фільм                 | «Іншопланетянин», реж. Стівен Спілберг,                | «Іншопланетянин», реж. Стівен Спілберг,                               |
| Найкращий режисер                         | Киндзи Фукасаку                                        | «Офірний цап»                                                         |
| Найкращий актор                           | Кійоші Ацуми                                           | «Тора-сан 29» «Тора-сан 30»                                           |
| Найкраща акторка                          | Масако Нацуме                                          | «Життя Ханако Кірюїн»/«Onimasa»                                       |
| Найкращий актор другого плану             | Акіра Емото                                            | «Тора-сан 29» «Канал Дотомборі»                                       |
| Найкраща акторка другого плану            | Міяко Ямагуті                                          | «Прощавайте, рідні краї»                                              |
| Найкраща дебютантка                       | Дзюн Міхо                                              | «Рожева завіса» та ін.                                                |
| 26-я церемонія нагородження (за 1983 рік) |                                                        |                                                                       |
| Найкращий фільм                           | «Токійський суд», реж. Масакі Кобаяші                  | «Токійський суд», реж. Масакі Кобаяші                                 |
| Найкращий іноземний фільм                 | «Танець-спалах», реж. Едріан Лайн,                     | «Танець-спалах», реж. Едріан Лайн,                                    |
| Найкращий режисер                         | Йошіміцу Моріта                                        | «Сімейна гра»/«Сімейні ігри»                                          |
| Найкращий актор                           | Кен Огата                                              | «Легенда про Нараяму» «Маяк» «Школа рибальства» «Окінавські хлопчики» |
| Найкраща акторка                          | Юко Танака                                             | «Перевал Амаґі»                                                       |
| Найкращий актор другого плану             | Куніе Танака                                           | «Nogare no machi» «Трактир Тьодзі»                                    |
| Найкраща акторка другого плану            | Ейко Наґашіма                                          | «Рюдзі»                                                               |
| Найкращий дебютант                        | Томойо Харада                                          | «Дівчинка, що підкорила час»                                          |
| Найкращий дебютант                        | Шьоджі Канэко                                          | «Рюдзі»                                                               |
| 27-я церемонія нагородження (за 1984 рік) |                                                        |                                                                       |
| Найкращий фільм                           | «Діти Макартура», реж. Масахіро Шінода                 | «Діти Макартура», реж. Масахіро Шінода                                |
| Найкращий іноземний фільм                 | «Хлопці що треба», реж. Філіп Кауфман,                 | «Хлопці що треба», реж. Філіп Кауфман,                                |
| Найкращий режисер                         | Дзюдзо Ітамі                                           | «Похорони»                                                            |
| Найкращий актор                           | Цутому Ямадзакі                                        | «Похорони» «Прощання з ковчегом»                                      |
| Найкраща акторка                          | Хіроко Якушімару                                       | «Трагедія W»                                                          |
| Найкращий актор другого плану             | Каку Такашіна                                          | «Mahjong Horoki»                                                      |
| Найкраща акторка другого плану            | Йошіко Міта                                            | «Трагедія W» «Апасіоната»                                             |
| Найкращий дебютант                        | композитор Коджі Кіккава                               | «Sukanpin walk»                                                       |
| 28-я церемонія нагородження (за 1985 рік) |                                                        |                                                                       |
| Найкращий фільм                           | «Ран», реж. Акіра Куросава                             | «Ран», реж. Акіра Куросава                                            |
| Найкращий іноземний фільм                 | «Свідок», реж. Пітер Уїр,                              | «Свідок», реж. Пітер Уїр,                                             |
| Найкращий режисер                         | Йошіміцу Моріта                                        | «Потім»                                                               |
| Найкращий актор                           | Мінору Чіакі                                           | «Сірий захід»                                                         |
| Найкраща акторка                          | Юкійо Тоаке                                            | «Сірий захід» «Весло»                                                 |
| Найкращий актор другого плану             | Такеші Кітано                                          | «Демон»                                                               |
| Найкраща акторка другого плану            | Маріко Фудзі                                           | «Переслідуваний» «Небезпечні жінки»                                   |
| Найкраща дебютантка                       | Юкі Сайто                                              | «Фрагмент про сніг: Пристрасть»                                       |
| 29-я церемонія нагородження (за 1986 рік) |                                                        |                                                                       |
| Найкращий фільм                           | «Uhohho tankentai», реж. Кічітаро Неґісші              | «Uhohho tankentai», реж. Кічітаро Неґісші                             |
| Найкращий іноземний фільм                 | «Квіти лілові полів», реж. Стівен Спілберг,            | «Квіти лілові полів», реж. Стівен Спілберг,                           |
| Найкращий режисер                         | Кей Кумаі                                              | «Море і отрута»                                                       |
| Найкращий актор                           | Куніе Танака                                           | «Uhohho tankentai»                                                    |
| Найкраща акторка                          | Аюмі Ішіда                                             | «Будинок у вогні» «Годинник. Прощання із зимою»                       |
| Найкращий актор другого плану             | Кей Сума                                               | «Останній дубль»                                                      |
| Найкраща акторка другого плану            | Шінобу Отаке                                           | «За морем, що виблискує»                                              |
| Найкраща дебютантка                       | Нарімі Аріморі                                         | «Останній дубль»                                                      |
| 30-я церемонія нагородження (за 1987 рік) |                                                        |                                                                       |
| Найкращий фільм                           | «Збиральниця податків», реж. Дзюдзо Ітамі              | «Збиральниця податків», реж. Дзюдзо Ітамі                             |
| Найкращий іноземний фільм                 | «Недоторканні», реж. Браян Де Пальма,                  | «Недоторканні», реж. Браян Де Пальма,                                 |
| Найкращий режисер                         | Кадзуо Хара                                            | «Гола армія імператора йде вперед» док.                               |
| Найкращий актор                           | Таканорі Дзіннай                                       | «Паперовий ліхтарик»                                                  |
| Найкраща акторка                          | Йошіко Міта                                            | «Wakarenu riyū»                                                       |
| Найкращий актор другого плану             | Тосіро Міфуне                                          | «Тора-сан 38»                                                         |
| Найкраща акторка другого плану            | Куміко Акійоші                                         | «Нічний потяг»                                                        |
| Найкращий дебютант                        | Масахіро Такашіма                                      | «Totto Channel» «Bu Su»                                               |
| 31-я церемонія нагородження (за 1988 рік) |                                                        |                                                                       |
| Найкращий фільм                           | «Дуньхуан», реж. Джюнья Сато                           | «Дуньхуан», реж. Джюнья Сато                                          |
| Найкращий іноземний фільм                 | «Небо над Берліном», реж. Вім Вендерс,                 | «Небо над Берліном», реж. Вім Вендерс,                                |
| Найкращий режисер                         | Макото Вада                                            | «Kaitō Ruby»                                                          |
| Найкращий актор                           | Хаджіме Хана                                           | «Повість про компанію: Пам'ять про тебе»                              |
| Найкраща акторка                          | Каорі Момой                                            | «Сім'я Кімура», «Укус» «Завтра»                                       |
| Найкращий актор другого плану             | Цурутаро Катаока                                       | «Літо з мерцями»                                                      |
| Найкраща акторка другого плану            | Куміко Акійоші                                         | «Літо з мерцями»                                                      |
| Найкращий дебютант                        | Наото Оґата                                            | «Фаворит»/«Оракіон»                                                   |
| 32-я церемонія нагородження (за 1989 рік) |                                                        |                                                                       |
| Найкращий фільм                           | «Нокаут», реж. Дзюндзі Сакамото                        | «Нокаут», реж. Дзюндзі Сакамото                                       |
| Найкращий іноземний фільм                 | «Міцний горішок», реж. Джон МакТірнан,                 | «Міцний горішок», реж. Джон МакТірнан,                                |
| Найкращий режисер                         | Тошіо Масуда                                           | «Похорони за рахунок компанії»                                        |
| Найкращий актор                           | Рентаро Мікуні                                         | «Рікю»/«Смерть майстра чайної церемонії»                              |
| Найкраща акторка                          | Йошіко Танака                                          | «Чорний дощ»                                                          |
| Найкращий актор другого плану             | Ейджі Бандо                                            | «O un»                                                                |
| Найкраща акторка другого плану            | Кахо Мінамі                                            | «Люди вулиці марень» «Сенсей» «Світляк» «226»                         |
| Найкращий дебютант                        | Аяко Кавахара                                          | «Кухня»                                                               |
| 33-я церемонія нагородження (за 1990 рік) |                                                        |                                                                       |
| Найкращий фільм                           | «Коли я був дитиною», реж. Масахіро Шінода             | «Коли я був дитиною», реж. Масахіро Шінода                            |
| Найкращий іноземний фільм                 | «Поле його мрії», реж. Філ Олден Робінсон,             | «Поле його мрії», реж. Філ Олден Робінсон,                            |
| Найкращий режисер                         | Масахіро Шінода                                        | «Коли я був дитиною»                                                  |
| Найкращий актор                           | Йошіо Харада                                           | «Кінець світу самураїв» «Готовий стріляти»                            |
| Найкраща акторка                          | Кейко Мацудзака                                        | «Шпильки смерті»                                                      |
| Найкращий актор другого плану             | Тосіро Янаґіба                                         | «Прощавай, коханий якудза»                                            |
| Найкраща акторка другого плану            | Томоко Накаджіма                                       | «Цуґумі»                                                              |
| Найкращі дебютанти                        | Ріхо Макісе                                            | «Токіо. Ласкаво просимо на небеса!» «Цуґумі»                          |
| Найкращі дебютанти                        | Дзьодзі Мацуока (режисер)                              | «Проти течії»                                                         |

### 1991—2000
34-43 церемонії нагородження
| Категорія                                 | Лауреат(и)                                                | Фільм(и)                                                               |
| ----------------------------------------- | --------------------------------------------------------- | ---------------------------------------------------------------------- |
| 34-я церемонія нагородження (за 1991 рік) |                                                           |                                                                        |
| Найкращий фільм                           | «Сцени коло моря», реж. Такеші Кітано                     | «Сцени коло моря», реж. Такеші Кітано                                  |
| Найкращий іноземний фільм                 | «Мовчання ягнят», реж. Джонатан Деммі,                    | «Мовчання ягнят», реж. Джонатан Деммі,                                 |
| Найкращий режисер                         | Такесі Кітано                                             | «Сцени коло моря»                                                      |
| Найкращий актор                           | Наото Такенака                                            | «Нікчемна людина»                                                      |
| Найкраща акторка                          | Йркі Кудо                                                 | «Війна і юність»                                                       |
| Найкращий актор другого плану             | Масатоші Наґасе                                           | «Сини»                                                                 |
| Найкраща акторка другого плану            | Дзюн Фубукі                                               | «Нікчемна людина»                                                      |
| Найкращий дебютант                        | Хікарі Ішіда                                              | «Удвох» «Kamitsukitai» «Atsui»                                         |
| 35-я церемонія нагородження (за 1992 рік) |                                                           |                                                                        |
| Найкращий фільм                           | «Сумо дістало!», реж. Масаюкі Суо                         | «Сумо дістало!», реж. Масаюкі Суо                                      |
| Найкращий іноземний фільм                 | «Джон Ф. Кеннеді. Постріли в Далласі», реж. Олівер Стоун, | «Джон Ф. Кеннеді. Постріли в Далласі», реж. Олівер Стоун,              |
| Найкращий режисер                         | Масаюки Суо                                               | «Сумо дістало!»                                                        |
| Найкращий актор                           | Масахіро Мотокі                                           | «Сумо дістало!                                                         |
| Найкраща акторка                          | Йосіко Міта                                               | «Заходить Сонце вдалині»                                               |
| Найкращий актор другого плану             | Хідео Мурота                                              | «Легенда про різанину» «Ідеальна освіта»                               |
| Найкраща акторка другого плану            | Мівако Фудзітані                                          | «Вбивство в масляному пеклі» «Netōrare Sōsuke»                         |
| Найкраща дебютантка                       | Юкі Суміда                                                | «Дивна історія, що сталася на схід від однієї річки»                   |
| 36-я церемонія нагородження (за 1993 рік) |                                                           |                                                                        |
| Найкращий фільм                           | «Де сходить місяць?», реж. Йоіті Сай                      | «Де сходить місяць?», реж. Йоіті Сай                                   |
| Найкращий іноземний фільм                 | «Парк Юрського періоду», реж. Стівен Спілберг,            | «Парк Юрського періоду», реж. Стівен Спілберг,                         |
| Найкращий режисер                         | Йодзіро Такіта                                            | «Ми не одні»                                                           |
| Найкращий актор                           | Хіроюкі Санада                                            | «Ми не одні»                                                           |
| Найкраща акторка                          | Рубі Морено                                               | «Де сходить місяць?»                                                   |
| Найкращий актор другого плану             | Токоро Джордж                                             | «Ще ні»                                                                |
| Найкраща акторка другого плану            | Кьоко Каґава                                              | «Ще ні»                                                                |
| Найкращі дебютанти                        | Ґоро Кішітані                                             | «Де сходить місяць?»                                                   |
| Найкращі дебютанти                        | Кьоко Тояма                                               | «Шкільний учитель»                                                     |
| 37-я церемонія нагородження (за 1994 рік) |                                                           |                                                                        |
| Найкращий фільм                           | «Like a Rolling Stone», реж. Тацуми Кумасшіро             | «Like a Rolling Stone», реж. Тацуми Кумасшіро                          |
| Найкращий іноземний фільм                 | «Кримінальне чтиво», реж. Квентін Тарантіно,              | «Кримінальне чтиво», реж. Квентін Тарантіно,                           |
| Найкращий режисер                         | Тацумі Кумашіро                                           | «Like a Rolling Stone»                                                 |
| Найкращий актор                           | Ейдзі Окуда                                               | «Like a Rolling Stone»                                                 |
| Найкраща акторка                          | Сакі Такаока                                              | «Пік зради»                                                            |
| Найкращий актор другого плану             | Ацуо Накамура                                             | «Shūdan-sasen»                                                         |
| Найкраща акторка другого плану            | Шіґеру Мурой                                              | «Таверна примар»                                                       |
| Найкращий дебютант                        | Сава Судзукі                                              | «Токійський декаданс 2»                                                |
| 38-я церемонія нагородження (за 1995 рік) |                                                           |                                                                        |
| Найкращий фільм                           | «Полуденний заповіт», реж. Кането Шіндо                   | «Полуденний заповіт», реж. Кането Шіндо                                |
| Найкращий іноземний фільм                 | «Мости округу Медісон», реж. Клінт Іствуд,                | «Мости округу Медісон», реж. Клінт Іствуд,                             |
| Найкращий режисер                         | Сюсуке Канеко                                             | «Ґамера: Захисник Всесвіту»                                            |
| Найкращий актор                           | Хіроюкі Санада                                            | «Сяраку» «Схід проти Заходу» «Терміновий виклик»                       |
| Найкраща акторка                          | Міхо Накаяма                                              | «Любовний лист»                                                        |
| Найкращий актор другого плану             | Масато Хаґівара                                           | «Вершина Маркуса»                                                      |
| Найкраща акторка другого плану            | Сінобу Накаяма                                            | «Ґамера: Захисник Всесвіту»                                            |
| Найкраща дебютантка                       | Макіко Есумі                                              | «Світ ілюзій»                                                          |
| 39-я церемонія нагородження (за 1996 рік) |                                                           |                                                                        |
| Найкращий фільм                           | «Хлопчаки з Кісівади», реж. Такаші Мііке                  | «Хлопчаки з Кісівади», реж. Такаші Мііке                               |
| Найкращий іноземний фільм                 | «Сім», реж. Девід Фінчер,                                 | «Сім», реж. Девід Фінчер,                                              |
| Найкращий режисер                         | Такеші Кітано                                             | «Діти повертаються»                                                    |
| Найкращий актор                           | Кодзі Якусьо                                              | «Потанцюємо» «Спящий человек «Shabu gokudo»                            |
| Найкраща акторка                          | премію в категорії не присуджували                        | премію в категорії не присуджували                                     |
| Найкращий актор другого плану             | Тецуя Ватаре                                              | «Галактична залізниця наших сердець: Історія Кендзі Міядзави»          |
| Найкраща акторка другого плану            | Кьоко Кішіда                                              | «Шкільні привиди 2» «Село восьми могил»                                |
| Найкращий дебютант                        | дует «Ninety-nine»                                        | «Хлопчаки з Кісівади»                                                  |
| 40-я церемонія нагородження (за 1997 рік) |                                                           |                                                                        |
| Найкращий фільм                           | «Наїзди на дівчаток ко», реж. Масато Харада               | «Наїзди на дівчаток ко», реж. Масато Харада                            |
| Найкращий іноземний фільм                 | «Титанік», реж. Джеймс Кемерон,                           | «Титанік», реж. Джеймс Кемерон,                                        |
| Найкращий режисер                         | Масато Харада                                             | «Наїзди на дівчаток ко»                                                |
| Найкращий актор                           | Кодзі Якусьо                                              | «Вугор» «Втрачений рай» «Зцілення»                                     |
| Найкраща акторка                          | Каорі Момой                                               | «Токійський ноктюрн»                                                   |
| Найкращий актор другого плану             | Масахіко Нішімура                                         | «Жінка з програми захисту свідків» «З поверненням, містере Макдональд» |
| Найкраща акторка другого плану            | Міцуко Байшьо                                             | «Вугор» «Токійський ноктюрн»                                           |
| Найкращий дебютант                        | Кокі Мітані (режисер)                                     | «З поверненням, містере Макдональд»)                                   |
| Найкращий дебютант                        | Хітомі Сато                                               | «Наїзди на дівчаток ко»                                                |
| 41-я церемонія нагородження (за 1998 рік) |                                                           |                                                                        |
| Найкращий фільм                           | «Феєрверк», реж. Такеші Кітано)                           | «Феєрверк», реж. Такеші Кітано)                                        |
| Найкращий іноземний фільм                 | «Секрети Лос-Анджелеса», реж. Кертіс Генсон,              | «Секрети Лос-Анджелеса», реж. Кертіс Генсон,                           |
| Найкращий режисер                         | Такеші Кітано                                             | «Феєрверк»                                                             |
| Найкращий актор                           | Такеші Кітано                                             | «Феєрверк»                                                             |
| Найкраща акторка                          | Міеко Харада                                              | «Благаючи про любов»                                                   |
| Найкращий актор другого плану             | Рен Осуґі                                                 | «Феєрверк»                                                             |
| Найкраща акторка другого плану            | Кіміко Йо                                                 | «Клас, який не забути» «Ах, весна»                                     |
| Найкраща дебютантка                       | Рена Танака                                               | «Доб'ємося успіху!»                                                    |
| 42-я церемонія нагородження (за 1999 рік) |                                                           |                                                                        |
| Найкращий фільм                           | «Табу», реж. Наґіса Ошіма                                 | «Табу», реж. Наґіса Ошіма                                              |
| Найкращий іноземний фільм                 | «Життя прекрасне», реж. Роберто Беніньї,                  | «Життя прекрасне», реж. Роберто Беніньї,                               |
| Найкращий режисер                         | Наґіса Ошіма                                              | «Табу»                                                                 |
| Найкращий актор                           | Кен Такакура                                              | «Залізничник»                                                          |
| Найкраща акторка                          | Кьока Судзукі                                             | «Кейхо»                                                                |
| Найкращий актор другого плану             | Сіндзі Такеда                                             | «Табу»                                                                 |
| Найкраща акторка другого плану            | Суміко Фудзі                                              | «Омотя» «Dream Maker»                                                  |
| Найкращий дебютант                        | Рюхей Мацуда                                              | «Табу»                                                                 |
| 43-я церемонія нагородження (за 2000 рік) |                                                           |                                                                        |
| Найкращий фільм                           | «Королівська битва», реж. Кінджі Фукасаку                 | «Королівська битва», реж. Кінджі Фукасаку                              |
| Найкращий іноземний фільм                 | «Та, що танцює у темряві», реж. Ларс фон Трієр            | «Та, що танцює у темряві», реж. Ларс фон Трієр                         |
| Найкращий режисер                         | Дзюндзі Сакамото                                          | «Обличчя»                                                              |
| Найкращий актор                           | Юдзі Ода                                                  | «Снігова сліпота»                                                      |
| Найкраща акторка                          | Саюрі Йосінаґа                                            | «Ледачий сезон в Нагасакі»                                             |
| Найкращий актор другого плану             | Теруюкі Каґава                                            | «Кишеньковий злодій» «Дияволи біля порогу»                             |
| Найкраща акторка другого плану            | Йошіко Міядзакі                                           | «Після дощу»                                                           |
| Найкращий дебютант                        | Тацуя Фудзівара                                           | «Королівська битва»                                                    |

### 2001—2010
44-53 церемонії нагородження
| Категорія                                 | Лауреат(и)                                                      | Фільм(и)                                                                                          |
| ----------------------------------------- | --------------------------------------------------------------- | ------------------------------------------------------------------------------------------------- |
| 44-я церемонія нагородження (за 2001 рік) |                                                                 |                                                                                                   |
| Найкращий фільм                           | «Сен і Тіхіро у полоні духів», реж. Хаяо Міядзакі               | «Сен і Тіхіро у полоні духів», реж. Хаяо Міядзакі                                                 |
| Найкращий іноземний фільм                 | «Об'єднана зона безпеки», реж. Пак Чхан Ук,                     | «Об'єднана зона безпеки», реж. Пак Чхан Ук,                                                       |
| Найкращий режисер                         | Ісао Юкісада                                                    | «Йди»)                                                                                            |
| Найкращий актор                           | Номура Мансай II                                                | «Чаклун»                                                                                          |
| Найкраща акторка                          | Юкі Амамі                                                       | «Інуґамі» «Рендан — Квартет для двох» «Тисячолітнє кохання: Повість про блискучого принца Ґендзі» |
| Найкращий актор другого плану             | Цутому Ямадзакі                                                 | «Біжи!»                                                                                           |
| Найкраща акторка другого плану            | Томоко Нараока                                                  | «Світляк»                                                                                         |
| Найкращий дебютант                        | Ко Шібасакі                                                     | «Біжи!»                                                                                           |
| 45-я церемонія нагородження (за 2002 рік) |                                                                 |                                                                                                   |
| Найкращий фільм                           | «Сутінковий самурай», реж. Йодзі Ямада                          | «Сутінковий самурай», реж. Йодзі Ямада                                                            |
| Найкращий іноземний фільм                 | «Шаолінський футбол», реж. Стівен Чоу,                          | «Шаолінський футбол», реж. Стівен Чоу,                                                            |
| Найкращий режисер                         | Йоіти Сай                                                       | «Doing Time»                                                                                      |
| Найкращий актор                           | Койті Сато                                                      | «KT»                                                                                              |
| Найкраща акторка                          | Рейко Катаока                                                   | «Тихіше!»                                                                                         |
| Найкращий актор другого плану             | Кандзі Цуда                                                     | «Імітатор»                                                                                        |
| Найкраща акторка другого плану            | Ріе Міядзава                                                    | «Сутінковий самурай»                                                                              |
| Найкращі дебютанти                        | Накамура Сідо II                                                | «Пінг-понг»                                                                                       |
| Найкращі дебютанти                        | Манамі Коніші                                                   | «Письмо с гор»                                                                                    |
| 46-я церемонія нагородження (за 2003 рік) |                                                                 |                                                                                                   |
| Найкращий фільм                           | «48 водоспадів Акаме», реж. Ґендзіро Арато                      | «48 водоспадів Акаме», реж. Ґендзіро Арато                                                        |
| Найкращий іноземний фільм                 | «Подвійна рокіровка», реж. Ендрю Лау, Алан Мак,                 | «Подвійна рокіровка», реж. Ендрю Лау, Алан Мак,                                                   |
| Найкращий режисер                         | Йошіміцу Морита                                                 | «Як Асура»                                                                                        |
| Найкращий актор                           | Тошіюкі Нішіда                                                  | «Get Up!» «Щоденник схибленого на риболовлі 14»                                                   |
| Найкраща акторка                          | Сінобу Тераджіма                                                | «48 водоспадів Акаме» «Вібратор»                                                                  |
| Найкращий актор другого плану             | Таро Ямамото                                                    | «Дитя Місяця» «Get Up!» «Човни ду́хів»                                                             |
| Найкраща акторка другого плану            | Мічійо Окусу                                                    | «Дзатоіті» «48 водоспадів Акаме»                                                                  |
| Найкращий дебютант                        | Сатомі Ішіхара                                                  | «Мій дідусь»                                                                                      |
| 47-я церемонія нагородження (за 2004 рік) |                                                                 |                                                                                                   |
| Найкращий фільм                           | «Ніхто не дізнається», реж. Хірокадзу Корееда                   | «Ніхто не дізнається», реж. Хірокадзу Корееда                                                     |
| Найкращий іноземний фільм                 | «Таємнича річка», реж. Клінт Іствуд,                            | «Таємнича річка», реж. Клінт Іствуд,                                                              |
| Найкращий режисер                         | Хірокадзу Корееда                                               | «Ніхто не дізнається»                                                                             |
| Найкращий актор                           | Акіра Терао                                                     | «Напіввизнання»                                                                                   |
| Найкраща акторка                          | Ріе Міядзава                                                    | «Коли живеш з батьком»                                                                            |
| Найкращий актор другого плану             | Джо Одаґірі                                                     | «Кров і кістки» «Поза цим світом. Клуб „Сінтюґун“»                                                |
| Найкраща акторка другого плану            | Масамі Нагасава                                                 | «Оплакуючи кохання в самому центрі світу» «Дихайте глибоко»                                       |
| Найкращі дебютанти                        | Анна Цутія                                                      | «Дівчата-камікадзе» «Смак чаю»                                                                    |
| Найкращі дебютанти                        | Мірай Моріяма                                                   | «Оплакуючи кохання в самому центрі світу»                                                         |
| 48-я церемонія нагородження (за 2005 рік) |                                                                 |                                                                                                   |
| Найкращий фільм                           | «Паттіґ: Удар головою», реж. Кадзуюкі Ідзуцу                    | «Паттіґ: Удар головою», реж. Кадзуюкі Ідзуцу                                                      |
| Найкращий іноземний фільм                 | «Крихітка на мільйон доларів» (реж Клінт Іствуд,                | «Крихітка на мільйон доларів» (реж Клінт Іствуд,                                                  |
| Найкращий режисер                         | Дзюнья Сато                                                     | «Ямато»                                                                                           |
| Найкращий актор                           | Хіроюкі Санада                                                  | «Егіда»/«Есмінець без цілі»                                                                       |
| Найкраща акторка                          | Кьоко Коідзумі                                                  | «Висячий сад»                                                                                     |
| Найкращий актор другого плану             | Сін'їті Цуцумі                                                  | «Завжди: Захід на Третій авеню» «Лети, татусю, лети»                                              |
| Найкраща акторка другого плану            | Хіроко Якушімару                                                | «Завжди: Захід на Третій авеню» «Палац Танукі»                                                    |
| Найкраща дебютантка                       | Мікако Табе                                                     | «Хінокіо» «Шлях у синьому небі»                                                                   |
| 49-я церемонія нагородження (за 2006 рік) |                                                                 |                                                                                                   |
| Найкращий фільм                           | «Дівчата, що танцюють хулу», реж. Лі Сан'їль                    | «Дівчата, що танцюють хулу», реж. Лі Сан'їль                                                      |
| Найкращий іноземний фільм                 | «Стяги наших батьків», реж. Клінт Іствуд,                       | «Стяги наших батьків», реж. Клінт Іствуд,                                                         |
| Найкращий режисер                         | Міва Нішікава                                                   | «Розгойдування»                                                                                   |
| Найкращий актор                           | Кен Ватанабе                                                    | «Спогади про майбутнє»                                                                            |
| Найкраща акторка                          | Ю Аой                                                           | «Дівчата, що танцюють хулу» «Мед і конюшина»                                                      |
| Найкращий актор другого плану             | Теруюкі Каґава                                                  | «Розгойдування», «Безкрайнє море» «Спогади про майбутнє»                                          |
| Найкраща акторка другого плану            | Суміко Фудзі                                                    | «Дівчата, що танцюють хулу», «Клан Інуґамі» «Ніч поминання»                                       |
| Найкращі дебютанти                        | Муґа Цукадзі                                                    | «Брати Мамія»)                                                                                    |
| Найкращі дебютанти                        | Рей Дан                                                         | «Любов і честь»                                                                                   |
| 50-я церемонія нагородження (за 2007 рік) |                                                                 |                                                                                                   |
| Найкращий фільм                           | «Кісараґі», реж. Юіті Сато                                      | «Кісараґі», реж. Юіті Сато                                                                        |
| Найкращий іноземний фільм                 | «Дівчата мрії», реж. Білл Кондон,,                              | «Дівчата мрії», реж. Білл Кондон,,                                                                |
| Найкращий режисер                         | Масаюкі Суо                                                     | «І все-таки, я цього не робив»                                                                    |
| Найкращий актор                           | Рьо Касе                                                        | «І все-таки, я цього не робив»                                                                    |
| Найкраща акторка                          | Куміко Асо                                                      | «Юнаґі, префектура Сакура»                                                                        |
| Найкращий актор другого плану             | Томокадзу Міура                                                 | «Постріл навмання в Мацуґане» «Прогулянка»                                                        |
| Найкраща акторка другого плану            | Хіромі Наґасаку                                                 | «Покажіть своє нещасне кохання, боягузи!»)                                                        |
| Найкращий дебютант                        | Юй Араґакі                                                      | «План кохання» «Варуборо» «Небо любові»)                                                          |
| 51-я церемонія нагородження (за 2008 рік) |                                                                 |                                                                                                   |
| Найкращий фільм                           | «Climber's High», реж. Масато Харада                            | «Climber's High», реж. Масато Харада                                                              |
| Найкращий іноземний фільм                 | «Темний лицар», реж. Крістофер Нолан,                           | «Темний лицар», реж. Крістофер Нолан,                                                             |
| Найкращий режисер                         | Хірокадзу Корееда                                               | «Пішки-пішки»                                                                                     |
| Найкращий актор                           | Масахіро Мотокі                                                 | «Відбуття»                                                                                        |
| Найкраща акторка                          | Тае Кімура                                                      | «Усе навколо нас»                                                                                 |
| Найкращий актор другого плану             | Масато Сакай                                                    | «Після школи» «Climber's High»                                                                    |
| Найкраща акторка другого плану            | Кірін Кікі                                                      | «Пішки-пішки»                                                                                     |
| Дебютантки года: актрисы Юріко Йошітака   | «Змії і сережки»)                                               |                                                                                                   |
| Дебютантки года: актрисы Юріко Йошітака   | Лілі Франкі                                                     | «Усе навколо нас»                                                                                 |
| 52-я церемонія нагородження (за 2009 рік) |                                                                 |                                                                                                   |
| Найкращий фільм                           | «Гора Цуруґі: хроніка геодезичних пунктів», реж. Дайсаку Кімура | «Гора Цуруґі: хроніка геодезичних пунктів», реж. Дайсаку Кімура                                   |
| Найкращий іноземний фільм                 | «Ґран Торіно», реж. Клінт Іствуд,                               | «Ґран Торіно», реж. Клінт Іствуд,                                                                 |
| Найкращий режисер                         | Міва Нішікава                                                   | «Шановний доктор»                                                                                 |
| Найкращий актор                           | Цурубе Сьофукутей                                               | «Шановний доктор»                                                                                 |
| Найкраща акторка                          | Харука Аясе                                                     | «Цицькастий волейбол»                                                                             |
| Найкращий актор другого плану             | Ейта                                                            | «Шановний доктор» «Жаб'ячий жир» «Nakumonka» «Нодамэ Кантабіле: Финал»                            |
| Найкраща акторка другого плану            | Кьоко Фукада                                                    | «Яттермен»                                                                                        |
| Найкращі дебютанти                        | Масакі Окада (актор)                                            | «П'єро на трапеції» «Хонока Бой»                                                                  |
| Найкращі дебютанти                        | Дайсаку Кімура (режисер)                                        | «Гора Цуруґі: хроніка геодезичних пунктів»                                                        |
| 53-я церемонія нагородження (за 2010 рік) |                                                                 |                                                                                                   |
| Найкращий фільм                           | «Визнання», реж. Тецуя Накашіма                                 | «Визнання», реж. Тецуя Накашіма                                                                   |
| Найкращий іноземний фільм                 | «Район № 9», реж. Нілл Блумкамп,                                | «Район № 9», реж. Нілл Блумкамп,                                                                  |
| Найкращий режисер                         | Юя Ісії                                                         | «Савако наважується»                                                                              |
| Найкращий актор                           | Сатоші Цумабукі                                                 | «Лиходій»                                                                                         |
| Найкраща акторка                          | Шінобу Терадзіма                                                | «Гусениця»                                                                                        |
| Найкращий актор другого плану             | Рендзі Ішібаші                                                  | «Беззаконня» «Хороший чоловік»                                                                    |
| Найкраща акторка другого плану            | Йошіно Кімура                                                   | «Визнання»                                                                                        |
| Найкращі дебютанти                        | Тома Ікута                                                      | «Сповідь „неповноцінної“ людини»                                                                  |
| Найкращі дебютанти                        | Нанамі Сакураба                                                 | «Остання Тюсінґура» «Дівчатка-каліграфи»                                                          |

### 2011—2020
54-63 церемонії нагородження
| Категорія                                 | Лауреат(и)                                                           | Фільм(и)                                                             |
| ----------------------------------------- | -------------------------------------------------------------------- | -------------------------------------------------------------------- |
| 54-я церемонія нагородження (за 2011 рік) |                                                                      |                                                                      |
| Найкращий фільм                           | «Холодна риба», реж. Шіон Соно                                       | «Холодна риба», реж. Шіон Соно                                       |
| Найкращий іноземний фільм                 | «Чорний лебідь», реж. Даррен Аронофскі,                              | «Чорний лебідь», реж. Даррен Аронофскі,                              |
| Найкращий режисер                         | Кането Шіндо                                                         | «Листівка»                                                           |
| Найкращий актор                           | Ютака Такеноуті                                                      | «Оба: Останній самурай»                                              |
| Найкраща акторка                          | Хіромі Наґасаку                                                      | «Цикада восьмого дня»                                                |
| Найкращий актор другого плану             | Юсуке Ісея                                                           | «Завтрашній Джо» «Кайдзі 2»                                          |
| Найкраща акторка другого плану            | Масамі Наґасава                                                      | «Мотекі»                                                             |
| Найкраща дебютантка                       | Мана Асіда                                                           | «Кинутий зайчик» «Електричка Ханкю: Диво за п'ятнадцять хвилин»      |
| 55-я церемонія нагородження (за 2012 рік) |                                                                      |                                                                      |
| Найкращий фільм                           | «Наша батьківщина», реж. Ян Йон-хі                                   | «Наша батьківщина», реж. Ян Йон-хі                                   |
| Найкращий іноземний фільм                 | «Знедолені», реж. Том Гупер,                                         | «Знедолені», реж. Том Гупер,                                         |
| Найкращий режисер                         | Кенджі Утіда                                                         | «Ключ від життя»                                                     |
| Найкращий актор                           | Хіроші Абе                                                           | «Крила Кіріна» «Римські терми» «Кіготь ворона»                       |
| Найкраща акторка                          | Сакура Андо                                                          | «Наша батьківщина»                                                   |
| Найкращий актор другого плану             | Арата Іура                                                           | «Наша батьківщина»                                                   |
| Найкраща акторка другого плану            | Рьоко Хіросуе                                                        | «Ключ від життя»                                                     |
| Найкращий дебютант                        | Макіта Спортс                                                        | «Каторжний потяг»                                                    |
| 56-я церемонія нагородження (за 2013 рік) |                                                                      |                                                                      |
| Найкращий фільм                           | «Історія Йоносуке», реж. Сюйті Окіта                                 | «Історія Йоносуке», реж. Сюйті Окіта                                 |
| Найкращий іноземний фільм                 | «Гравітація», реж. Альфонсо Куарон,                                  | «Гравітація», реж. Альфонсо Куарон,                                  |
| Найкращий режисер                         | Тацусі Оморі                                                         | «Botchan» «Долина прощань»                                           |
| Найкращий актор                           | Кенго Кора                                                           | «Історія Йоносуке»                                                   |
| Найкраща акторка                          | Сіорі Кандзія                                                        | «Поцілунок»                                                          |
| Найкращий актор другого плану             | П'єр Такі                                                            | «Kyōaku» «Kujikenaide» «Який батько, такий і син»                    |
| Найкраща акторка другого плану            | Фумі Нікайдо                                                         | «Jigoku de naze warui?» «Людина-мозок» «Рецепт 45-го дня»            |
| Найкращий дебютант                        | Хару Курокі                                                          | Велике підкорення моря «Стілець на луках» «Shanidāru no hana»        |
| 57-я церемонія нагородження (за 2014 рік) |                                                                      |                                                                      |
| Найкращий фільм                           | «Samurai Hustle», реж. Кацухіде Мотокі                               | «Samurai Hustle», реж. Кацухіде Мотокі                               |
| Найкращий іноземний фільм                 | «Хлопці з Джерсі», реж. Клінт Іствуд,                                | «Хлопці з Джерсі», реж. Клінт Іствуд,                                |
| Найкращий режисер                         | Міпо О                                                               | «Лише тут залишилося світло»                                         |
| Найкращий актор                           | Таданобу Асано                                                       | «Мій чоловік»                                                        |
| Найкраща акторка                          | Сакура Андо                                                          | «Півміліметра» «Кохання за 100 єн»                                   |
| Найкращий актор другого плану             | Сосуке Ікемацу                                                       | «Паперовий місяць» «Umi wo kanjiru toki» «Наша сім'я»                |
| Найкраща акторка другого плану            | Сатомі Кобаяші                                                       | «Паперовий місяць»                                                   |
| Найкращий дебютант                        | Фука Кошіба                                                          | «Служба доставки Кікі»                                               |
| 58-я церемонія нагородження (за 2015 рік) |                                                                      |                                                                      |
| Найкращий фільм                           | «Найдовший день в Японії» («Імператор у серпні»), реж. Масато Харада | «Найдовший день в Японії» («Імператор у серпні»), реж. Масато Харада |
| Найкращий іноземний фільм                 | «Шалений Макс: Дорога гніву», реж. Джордж Міллер, /                  | «Шалений Макс: Дорога гніву», реж. Джордж Міллер, /                  |
| Найкращий режисер                         | Рьосуке Хашіґуті                                                     | «Три історії кохання»                                                |
| Найкращий актор                           | Йо Ойдзумі                                                           | «Kakekomi Onna to Kakedashi Otoko»                                   |
| Найкраща акторка                          | Касумі Арімура                                                       | «Засліплена тобою!» «Двієчниця-ґяру»                                 |
| Найкращий актор другого плану             | Масахіро Мотокі                                                      | «Найдовший день в Японії» «Tenkū no hachi»                           |
| Найкраща акторка другого плану            | Йо Йошіда                                                            | «Ai wo tsumu hito»                                                   |
| Найкраща дебютантка                       | Анна Ісії                                                            | «Girls step» «Лжесвідчення Соломона»                                 |